# Taenioides anguillaris
Taenioides anguillaris es una especie de pez de la familia de los Gobiidae en el orden de los Perciformes.

## Morfología
- Los machos pueden llegar a alcanzar los 40 cm de longitud total.
- Número de vértebras: 26.[1][2]

## Hábitat
Es un pez de clima tropical y demersal.

## Distribución geográfica
Se encuentra en la India, la China, Malasia, Indonesia y Papúa Nueva Guinea. 

## Observaciones
Es inofensivo para los humanos. 